# 札幌コンセルヴァトワール
札幌コンセルヴァトワール（さっぽろコンセルヴァトワール）は北海道札幌市南区澄川に本部を持つクラシック音楽の教室。

## 沿革
前身は1978年に宮澤功行の設立した札幌ピアノ音楽院。後に札幌コンセルヴァトワールと改名。
チャイコフスキー記念国立モスクワ音楽院、パリエコールノルマル音楽院、パリ市立音楽院、ウィーン国立音楽大学、ウィーン市立音楽大学、ザルツブルク・モーツァルテウム大学、ベルギー王立音楽院、ザグレブ音楽大学、英国王立音楽院、英国トリニティ音楽大学、プラハ国立音楽大学、プラハ市立音楽院、ポーランド　カトビス音楽院、チューリッヒ国立音楽大学などから、またダニエル・アドニ、ジェーン・バスティン、アナスタシア・チェボタリョーワ、アンドレ・ワッツ、アンヌ・ケフェレック、リカルド・ヴェエラ、ポシュピシュロヴァ、セルゲイ・クラフチェンコ、ピエール・ヴァレーズ、ベルギー弦楽四重奏団、シュターミッツ弦楽四重奏団、クリーブランド弦楽四重奏団、ブリュッセル弦楽四重奏団などの著名音楽家を招き積極的な海外交流活動を行っている。近年では東京音楽大学との国内交流活動も行っている。
現在はピアノ教室、ヴァイオリン教室、フルート教室、声楽教室、ソルフェージュ教室、リトミック教室がある。

## 教室
- 澄川本校舎：札幌市南区澄川4条2丁目16-1
- 北校舎：札幌市東区北25条東18丁目4-36
- 中央教室：札幌市中央区南3条西7丁目6-2　井関楽器店4Ｆ
- 岩見沢提携教室：岩見沢市南町5条2丁目1-6

## 主な出身者
- 干野宜大
- 川上昌裕
- 上杉春雄
- 揚原祥子
- 八田智大
- 宮澤むじか
- 吉田友昭
- 橘直貴
- 叶和貴子
- 岸本隆之介
- 西本夏生